# TKM (Polsko)
TKM je zkratka polského rčení Teraz kurwa my (česky Teď, kurva, my) používané některými politiky a novináři jako obrazné označení poměrů panujících v polské politice a jejích problémů. Týká se „mentality vítězů“, kdy po parlamentních volbách vítězná politická strana obsazuje různé funkce podle zásady dělení na „my“ a „oni“ (oni = jmenovaní předchozí vládnoucí stranou) a ne na základě věcných hledisek a odborných schopností. 
Toto označení bylo použito řadou novinářů z významných polských médií, jako např. novin Gazeta Wyborcza, Rzeczpospolita, časopisů Polityka, Wprost, televize TVN, rozhlasových stanic Radio Zet, Radio RMF a mnoha dalších.
Termín TKM jako první použil politik Jarosław Kaczyński v roce 1997během vysvětlování důvodů, proč nekandidoval ve volbách do Sejmu na listině strany AWS, ačkoliv se podílel na jejím založení. Konstatoval tehdy, že v AWS má příliš velké slovo neformální strana TKM. Tato „strana“ měla být podle jeho slov charakteristická touhou obsadit funkce ve vládě a využívat různých formálních i neformálních vztahů a struktur vytvořených předchůdci namísto toho, aby prováděla reformy. 
Úspěch hesla TKM je dán zejména skutečností, že připomíná rozšířené několikapísmenné zkratky názvů politických stran a také tím, že stručně, výstižně a jadrně popisuje problematické jevy.
Tato zkratka se stala součástí klasických politických citátů v Polsku a byla mnohokrát používána, a to dokonce i v pozměněném významu. Když na podzim roku 2005 vítězná strana PiS překvapivě navrhla na funkci premiéra Kazimierze Marcinkiewicze namísto očekávaného předsedy strany Jarosława Kaczyńského, interpretoval Marek Borowski z levicové strany SdPl onu zkratku jako Teraz Kolega Marcinkiewicz (teď kolega Marcinkiewicz). Termín TKM byl také pro polskou komerční televizi TVN inspirací k názvu publicistického pořadu Teraz my.